# Distrito de Datia
Datia (en hindi; दतिया जिला ) es un distrito de la India en el estado de Madhya Pradesh. Código ISO: IN.MP.DT.
Comprende una superficie de 2 694 km².
El centro administrativo es la ciudad de Datia.

## Demografía
Según censo 2011 contaba con una población total de 786 375 habitantes, de los cuales 366 943 eran mujeres y 419 432 varones.

## Localidades
- Indergarh